# هادي عقيلي

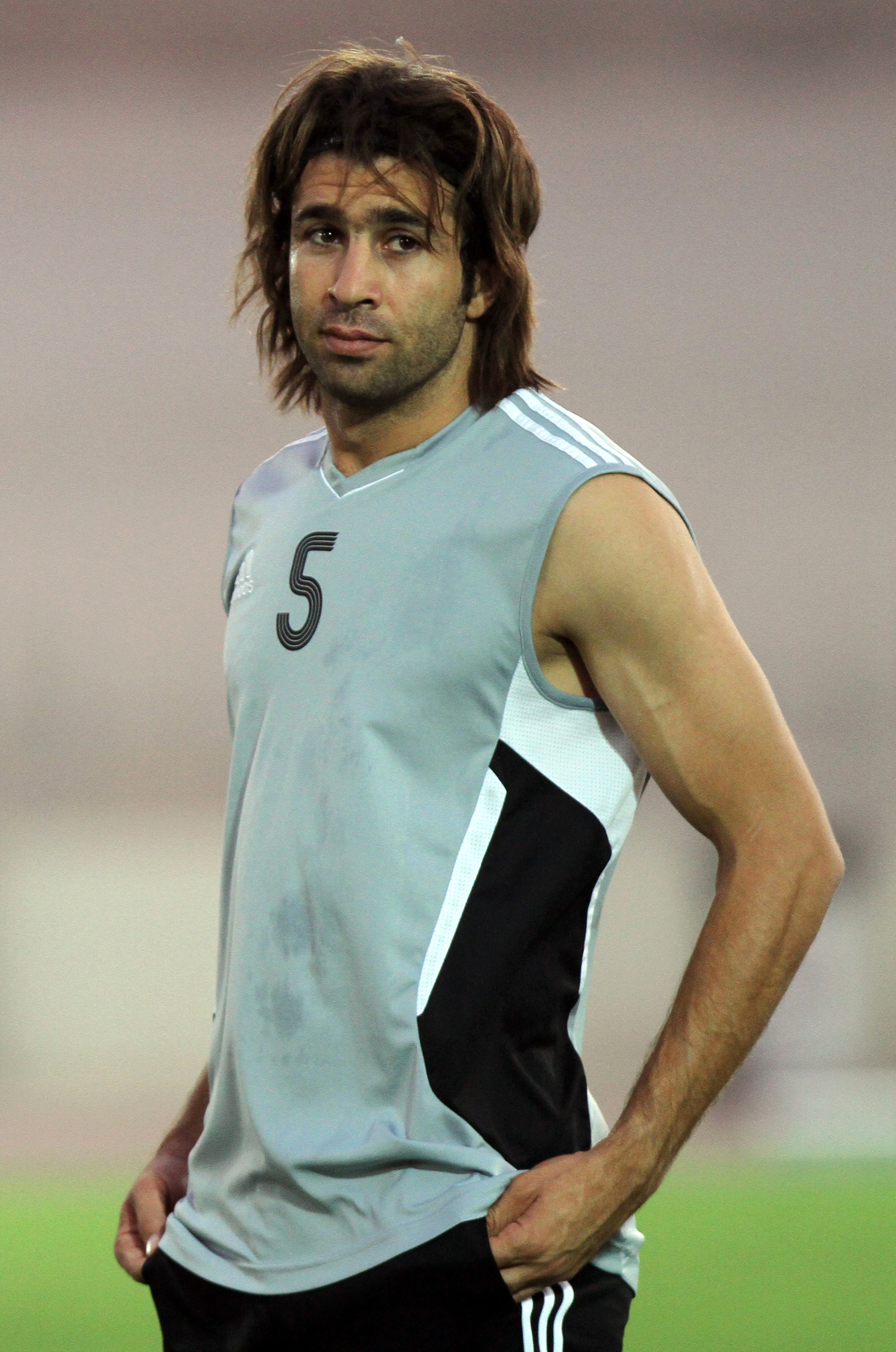

هادي عقيلي (بالفارسية: هادی عقیلی)، من مواليد 15 يناير 1981 في طهران في إيران، لاعب كرة قدم إيراني.
بدأ مسيرته الكروية مع نادي سايبا في عام 2001، ولعب معهم حتى عام 2004، وسجل معهم هدفين، وفي عام 2004 انتقل إلى نادي سيباهان أصفهان، وبعدها انتقل إلى نادي العربي القطري.
وقد بدأ باللعب مع منتخب إيران لكرة القدم في عام 2006.

## مسيرته الكروية
لعب هادي عقيلي خلال مسيرته الاحترافية مع 5 أندية في ستة عشر موسمًا وسجل خلالها 28 هدفًا ضمن 351 مباراة. حيث فاز في موسمين بالكأس وفي ثلاثة مواسم بالدوري.
خاض هادي عقيلي مسيرته مع نادي برسبوليس في موسم 2000–01 لمدة موسم واحد، مشاركًا في مباراة ولم يسجل أي هدف. ثم انتقل إلى نادي سايبا في موسم 2001–02 واستمر معه طيلة ثلاثة مواسم، حيث شارك في 63 مباراة سجل خلالها هدفين. لينتقل بعدها إلى نادي سباهان أصفهان في موسم 2004–05 في المرة الأولى ليلعب معه سبعة مواسم ثم في موسم 2013–14 واستمر معه طيلة ثلاثة مواسم، مشاركًا طوالها في 250 مباراة سجل خلالها 23 هدفًا. ثم انتقل إلى النادي العربي في موسم 2011–12 لمدة موسم واحد، مشاركًا في 19 مباراة ولم يسجل أي هدف. هذا وانتقل لاحقًا إلى نادي قطر في موسم 2012–13 لمدة موسم واحد، مشاركًا في 18 مباراة سجل خلالها 3 أهداف.

## روابط خارجية
- هادي عقيلي على موقع الاتحاد الدولي (مؤرشف)  (الإنجليزية)
- هادي عقيلي على موقع قاعدة بيانات كرة القدم.إي يو (الإنجليزية)
- هادي عقيلي على موقع ناشيونال فوتبول تيمز (الإنجليزية)
- هادي عقيلي على موقع عالم كرة القدم.نت (الإنجليزية)